# Les Hauts-de-Caux
Les Hauts-de-Caux  ist eine französische Gemeinde mit 1.342 Einwohnern (Stand: 1. Januar 2022) im Département Seine-Maritime in der Region Normandie. Sie gehört zum Arrondissement Rouen und zum Kanton Yvetot.
Sie entstand als Commune nouvelle mit Wirkung vom 1. Januar 2019 durch die Zusammenlegung der bisherigen Gemeinden Autretot und Veauville-lès-Baons, die in der neuen Gemeinde den Status einer Commune déléguée haben. Der Verwaltungssitz befindet sich im Ort Autretot.
Die Gemeinde erhielt 2022 die Auszeichnung „Vier Blumen“, die vom Conseil national des villes et villages fleuris (CNVVF) im Rahmen des jährlichen Wettbewerbs der blumengeschmückten Städte und Dörfer verliehen wird.

## Gliederung
| Ortsteil                   | ehemaliger INSEE-Code | Fläche (km²) | Einwohnerzahl zum 1. Januar 2022 |
| -------------------------- | --------------------- | ------------ | -------------------------------- |
| Autretot (Verwaltungssitz) | 76041                 | 3,80         | 660                              |
| Veauville-lès-Baons        | 76729                 | 7,96         | 682                              |

## Geographie
Die Gemeinde liegt westlich des Zentrums des Départements, rund 35 Kilometer nordwestlich von Rouen. An der südlichen Gemeindegrenze verläuft die Autobahn A 29. Nachbargemeinden sind: Hautot-Saint-Sulpice im Norden, Étoutteville im Nordosten, Ectot-lès-Baons im Osten, Baons-le-Comte im Süden, Hautot-le-Vatois im Südwesten und Rocquefort im Nordwesten.